# ریزوند (ماهیدشت)
ریزوند نام روستایی در دهستان ماهیدشت در بخش ماهیدشت شهرستان کرمانشاه در استان کرمانشاه است. طبق سرشماری سال ۱۳۸۵ جمعیت این روستا ۳۹۲ نفر در ۹۴ خانوار است.